# Maria Rosa Congost Colomer
Maria Rosa Congost Colomer, més coneguda com a Rosa Congost és una historiadora catalana. Doctorada en història el 1988 i catedràtica d'Història Econòmica de la Universitat de Girona des de 1995. És autora de nombrosos treballs entorn de la propietat de la terra i les relacions socials agràries a Catalunya. En els darrers anys ha potenciat l'enfocament d'història comparada. El 2014 va rebre un premi ICREA de la Generalitat de Catalunya en reconeixement de la seva tasca de recerca.

## Publicacions
D'entre els seus llibres destaquen Els propietaris i els altres. La regió de Girona, 1768-1862 (Eumo, 1990) i Tierras, leyes, historia. Estudios sobre “la gran obra de la propiedad” (Crítica, 2007). Ha publicat algunes monografies i articles en revistes acadèmiques i ha editat i coordinat algunes obres col·lectives realitzades en el marc del Centre de Recerca d'Història Rural (IRH) de la Universitat de Girona. En paral·lel, ha dedicat una atenció continuada a l'obra de Pierre Vilar, de qui va anotar i preparar l'edició del llibre Pensar històricament. Reflexions i records (1995), i és una de les impulsores de l'Atelier Pierre Vilar.